# Кралска риба-ангел
Кралската риба-ангел, известна и като Кралски ангел или Пигоплит (Pygoplites diacanthus) е тропическа морска риба от семейство Риби-ангели (Pomacanthidae). Това е единствения вид от род Пигоплити (Pygoplites).

## Описание
Рибата е с дължина от 10 до 25 cm. Тялото е с жълт цвят, с широки вертикални синьо-бели ивици с тъмни краища. Задната част на гръбния плавник е тъмносиня, обсипана с по-светли точки. Половият диморфизъм не е изразен. Продължителността на живота достига до 15 години.

## Разпространение
Ареалът на разпространение на тази риба обхваща акваториите на Червено море, Индо-тихоокеанската област и Таити. Това е най-често срещаната риба-ангел във водите на Големия бариерен риф. Живее на дълбочина от 1 до 50 m, (най-често се среща между 10 и 20 m) в места със силно развита коралова растителност.

## Начин на живот
Кралската риба-ангел обикновено живее поединично, но понякога се срещат и двойки. Тези риби са в постоянно движение, претърсвайки пещерите и пукнатините на рифовете в търсене на храна.

## Хранене
Кралската риба-ангел се храни само с водни гъби и асцидии.